# Amphoritheca balansae
Amphoritheca balansae là một loài Rêu trong họ Funariaceae. Loài này được (Besch.) A. Jaeger mô tả khoa học đầu tiên năm 1880.